# Liste des distinctions de Jennifer Lawrence
 (septembre 2023).
Si vous disposez d'ouvrages ou d'articles de référence ou si vous connaissez des sites web de qualité traitant du thème abordé ici, merci de compléter l'article en donnant les références utiles à sa vérifiabilité et en les liant à la section « Notes et références ».
Cet article recense la liste des distinctions de l'actrice américaine Jennifer Lawrence.

## Distinctions

### Récompenses

#### Années 2000
- 2008 : Festival du film de Los Angeles de la meilleure interprétation pour The Poker House
- Mostra de Venise 2008 : Lauréate du Prix Marcello Mastroianni du meilleur jeune espoir pour Loin de la terre brûlée
- 2009 : Young Artist Awards de la meilleure jeune distribution pour The Bill Engvall Show partagée avec Graham Patrick Martin et Skyler Gisondo.

#### Années 2010
- Chicago Film Critics Association Awards 2010 : Interprète la plus prometteuse pour Winter's Bone.
- Detroit Film Critics Society Awards 2010 :
  - Meilleure actrice pour Winter's Bone.
  - Révélation de l'année pour Winter's Bone.
- Dublin Film Critics Circle Awards 2010 :
  - Meilleure actrice pour Winter's Bone.
  - Meilleure révélation de l'année pour Winter's Bone.
- Florida Film Critics Circle Awards 2010 : Lauréate du Prix Pauline Kael de la meilleure révélation pour Winter's Bone.
- 2010 : Gotham Independent Film Awards de la meilleure distribution pour Winter's Bonepartagée avec John Hawkes, Dale Dickey, Lauren Sweetser, Garret Dillahunt et Kevin Breznahan.
- Hollywood Film Awards 2010 : Lauréate du Prix New Hollywood pour Winter's Bone
- National Board of Review Awards 2010 : Meilleure révélation féminine pour Winter's Bone.
- San Diego Film Critics Society Awards 2010 : Meilleure actrice pour Winter's Bone.
- Festival international du film de Seattle 2010 : Lauréate du Prix Golden Space Needle de la meilleure actrice pour Winter's Bone.
- 2010: Festival international du film de Stockholm de la meilleure actrice pour Winter's Bone
- 2010 : Festival du film de Turin de la meilleure actrice pour Winter's Bone.
- 2010 : Toronto Film Critics Association Awards de la meilleure actrice pour Winter's Bone.
- 2010 : Village Voice Film Poll de la meilleure actrice pour Winter's Bone.
- Washington D.C. Area Film Critics Association Awards 2010 : Meilleure actrice pour Winter's Bone.
- 2010 : Women Film Critics Circle Awards de la meilleure jeune actrice pour Winter's Bone
- 2011 : Alliance of Women Film Journalists Awards de la meilleure révélation féminine pour Winter's Bone.
- 2011 : Festival international du film de Palm Springs de la meilleure révélation féminine pour Winter's Bone.
- 2011 : Vancouver Film Critics Circle Awards de la meilleure révélation féminine pour Winter's Bone.
- Austin Film Critics Association Awards 2012 : Meilleure actrice pour Happiness Therapy.
- 2012 : Awards Circuit Community Awards de la meilleure actrice dans un rôle principal pour Happiness Therapy
- 2012 : Capri de la meilleure distribution pour Happiness Therapy partagée avec Bradley Cooper, Robert De Niro, Jacki Weaver, Chris Tucker et Julia Stiles.
- Detroit Film Critics Society Awards 2012 :
  - Meilleure actrice pour Happiness Therapy.
  - Meilleure distribution pour Happiness Therapy partagée avec Bradley Cooper, Robert De Niro, Jacki Weaver, Chris Tucker et Julia Stiles.
- 2012 : IGN Summer Movie Awards de la meilleure actrice de film pour Happiness Therapy et pour Hunger Games.
- 2012 : Internet Film Critic Society de la meilleure actrice pour Happiness Therapy.
- Kansas City Film Critics Circle Awards 2012 : Meilleure actrice pour Happiness Therapy.
- Las Vegas Film Critics Society Awards 2012 : Meilleure actrice pour Happiness Therapy.
- Los Angeles Film Critics Association Awards 2012 : Meilleure actrice pour Happiness Therapy.
- MTV Movie Awards 2012 :
  - Meilleure performance féminine dans un drame d'aventure pour Hunger Games.
  - Meilleur combat partagée avec Josh Hutcherson et Alexander Ludwig pour Hunger Games.
- Nevada Film Critics Society Awards 2012 : Meilleure actrice pour Happiness Therapy.
- Satellite Awards 2012 : Meilleure actrice pour Happiness Therapy.
- Southeastern Film Critics Association Awards 2012 : Meilleure actrice pour Happiness Therapy.
- Teen Choice Awards 2012 :
  - Meilleure actrice pour Hunger Games.
  - Meilleur baiser pour Hunger Games partagée avec Josh Hutcherson.
  - Meilleure alchimie pour Hunger Games partagée avec Amandla Stenberg.
- Utah Film Critics Association Awards 2012 : Meilleure actrice pour Happiness Therapy.
- Australian Academy of Cinema and Television Arts Awards 2013 : Meilleure actrice pour Happiness Therapy.
- Central Ohio Film Critics Association Awards 2013 : Meilleure actrice pour Happiness Therapy.
- Critics' Choice Movie Awards 2013 :
  - Meilleure actrice pour Happiness Therapy.
  - Meilleure actrice pour Hunger Games.
  - Meilleure distribution pour Happiness Therapy partagée avec Bradley Cooper, Robert De Niro, Anupam Kher, Dash Mihok, John Ortiz, Julia Stiles, Chris Tucker, Jacki Weaver et Shea Whigham.
- Denver Film Critics Society Awards 2013 : Meilleure actrice pour Happiness Therapy.
- Detroit Film Critics Society Awards 2013 : Meilleure distribution pour American Bluff partagée avec Christian Bale, Jeremy Renner, Amy Adams et Bradley Cooper.
- EDA Awards 2013 : 
  - Meilleure star féminine d'action pour Hunger Games.
  - Meilleure distribution pour American Bluff
- Empire Awards 2013 : Meilleure actrice pour Hunger Games.
- Independent Spirit Awards 2013 : Meilleure actrice principale pour Happiness Therapy.
- Georgia Film Critics Association Awards 2013 : Meilleure actrice pour Happiness Therapy.
- Gold Derby Awards 2013 :
  - Meilleure actrice principale pour Happiness Therapy.
  - Meilleure distribution pour Happiness Therapy
- Golden Globes 2013 : Meilleure actrice pour Happiness Therapy.

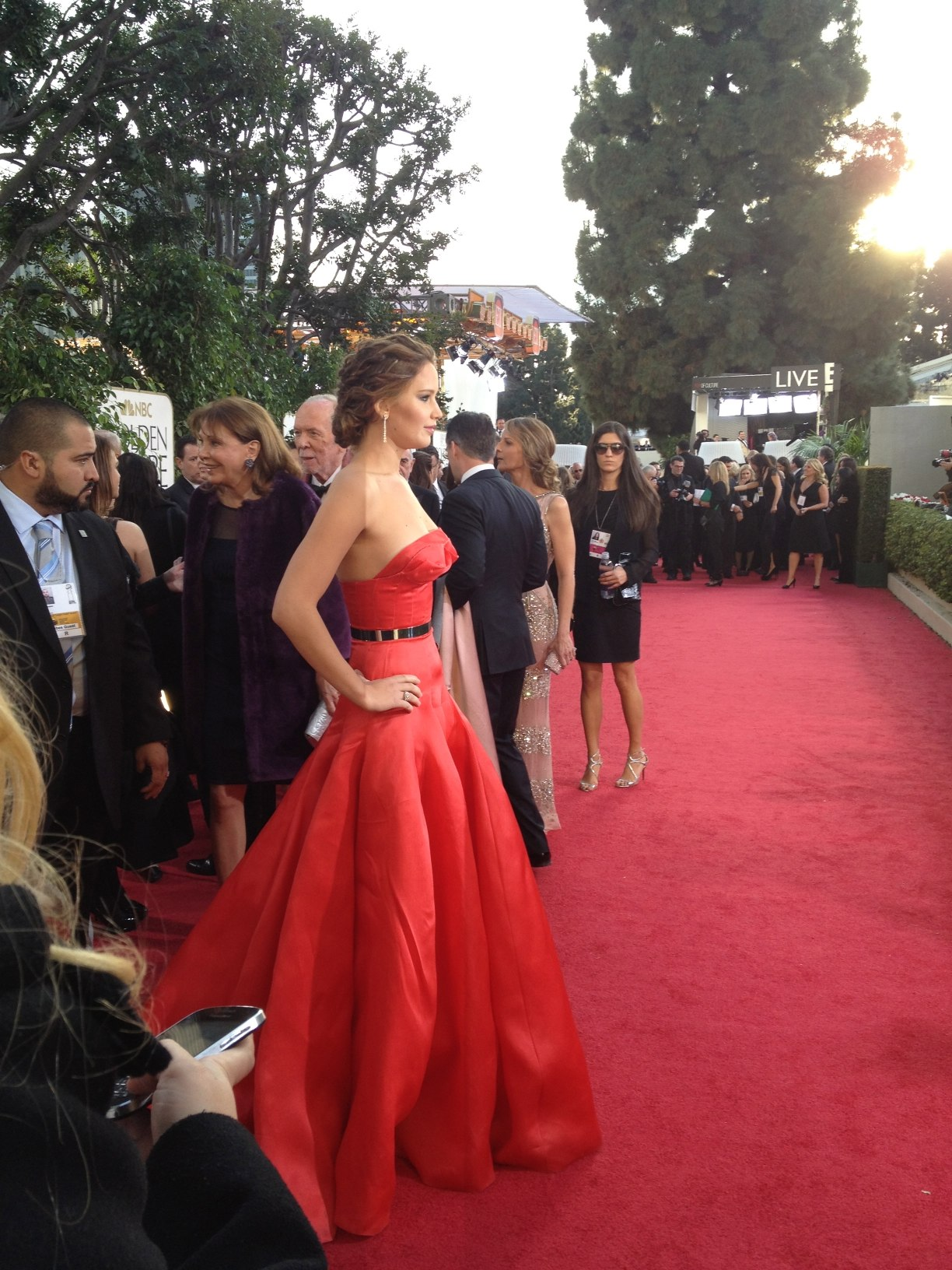
À la 70e cérémonie des Golden Globes, en 2013.

- 2013 : IGN Summer Movie Awards de la meilleure actrice de film pour American Bluff.
- Houston Film Critics Society Awards 2013 : Meilleure actrice pour Happiness Therapy.
- Indiana Film Journalists Association Awards 2013 : Meilleure actrice dans un second rôle pour American Bluff.
- 2013 : Matchflick Flicker Awards de la meilleure femme guerrière pour Hunger Games : L’Embrasement.
- MTV Movie Awards 2013 :
  - Meilleure performance féminine pour Happiness Therapy.
  - Meilleur baiser partagée avec Bradley Cooper pour Happiness Therapy.
- Nevada Film Critics Society Awards 2013 : Meilleure actrice dans un second rôle pour American Bluff.
- New York Film Critics Circle Awards 2013 : Meilleure actrice dans un second rôle pour American Bluff.
- New York Film Critics Online Awards 2013 : Meilleure distribution pour American Bluff
- North Carolina Film Critics Awards 2013 : Meilleure actrice pour Happiness Therapy.
- North Texas Film Critics Association Awards 2013 : Meilleure actrice dans un second pour American Bluff.
- 2013 : Online Film & Television Association Awards de la meilleure actrice pour Happiness Therapy.
- Oscars 2013 : Meilleure actrice pour Happiness Therapy.
- People's Choice Awards 2013 :
  - Meilleure actrice de film pour Hunger Games.
  - Héroïne préférée pour [Hunger Games.
  - Meilleure alchimie à l'écran pour Hunger Games partagée avec Liam Hemsworth et Josh Hutcherson.
- Phoenix Film Critics Society Awards 2013 : Meilleure distribution pour American Bluff
- 2013 : Russian National Movie Awards de la meilleure actrice étrangère de l’année pour Hunger Games.
- San Diego Film Critics Society Awards 2013 : Meilleure distribution pour American Bluff
- San Francisco Film Critics Circle Awards 2013 : Meilleure actrice dans un second rôle pour American Bluff.
- 2013 : Festival international du film de Santa Barbara de la meilleure interprétation de l’année pour American Bluff.
- Saturn Awards 2013 : Meilleure actrice pour Happiness Therapy.
- Screen Actors Guild Awards 2013 : Meilleure actrice dans un premier rôle pour Happiness Therapy.
- Southeastern Film Critics Association Awards 2013 : Meilleure distribution pour American Bluff
- Toronto Film Critics Association Awards 2013 : Meilleure actrice dans un second rôle pour American Bluff.
- Washington DC Area Film Critics Association Awards 2013 : Meilleure distribution pour American Bluff
- 2014 : American Comedy Awards de la meilleure actrice comique dans un second rôle pour American Bluff.
- Australian Academy of Cinema and Television Arts Awards 2014 : Meilleure actrice dans un second rôle pour American Bluff.
- 2014 : Blogos de Oro de la meilleure actrice comique dans un second rôle pour American Bluff
- British Academy Film Awards 2014 : Meilleure actrice dans un second rôle pour American Bluff.
- Central Ohio Film Critics Association Awards 2014 :
  - Meilleure actrice dans un second rôle pour American Bluff.
  - Meilleure distribution pour American Bluff
- Critics' Choice Movie Awards 2014 : Meilleure distribution pour American Bluff
- Denver Film Critics Society Awards 2014 : Meilleure actrice dans un second rôle pour American Bluff.
- Georgia Film Critics Association Awards 2014 : Meilleure distribution pour American Bluff
- 2014 : Gold Derby Awards de la meilleure distribution pour American Bluff
- Golden Globes 2014 : Meilleure actrice dans un second rôle pour American Bluff.
- 2014 : International Online Cinema Awards de la meilleure distribution pour American Bluff
- Kids' Choice Awards 2014 :
  - Actrice botteuse de derrière préférée pour Hunger Games : L’Embrasement
  - Actrice de film préférée pour Hunger Games : L’Embrasement.
- 2014 : MTV Movie Awards de la meilleure performance féminine pour Hunger Games : L’Embrasement.
- National Society of Film Critics Awards 2014 : meilleure actrice dans un second rôle pour American Bluff.
- North Texas Film Critics Association Awards 2014 : meilleure actrice dans un second rôle pour American Bluff.
- Oklahoma Film Critics Circle Awards 2014 : meilleure actrice dans un second rôle pour American Bluff.
- 2014 : Online Film & Television Association Awards de la meilleure distribution pour American Bluff partagée avec Amy Adams, Bradley Cooper, Robert De Niro, Christian Bale, Louis C.K., Jack Huston, Alessandro Nivola, Michael Peña, Jeremy Renner et Elisabeth Röhm.
- 2014 : Festival international du film de Palm Springs de la meilleure distribution
- 2014 : Rembrandt Awards de la meilleure actrice internationale pour American Bluff.
- 2014 : Russian National Movie Awards de la meilleure actrice internationale pour Hunger Games : L’Embrasement.
- Screen Actors Guild Awards 2014 : Meilleure distribution ou ensemble d'acteurs pour American Bluff
- 2014 : Seattle Film Critics Awards de la meilleure distribution pour American Bluff
- Teen Choice Awards 2014 : Meilleure actrice pour X-Men: Days of Future Past et pour Hunger Games : L’Embrasement.
- Vancouver Film Critics Circle Awards 2014 : Meilleure actrice dans un second rôle pour American Bluff.
- 2015 : Críticos de Cinema Online Portugueses Awards de la meilleure distribution pour American Bluff
- Kids' Choice Awards 2015 :
  - Star féminine préférée pour Hunger Games : La révolte, 1re partie.
  - Star féminine préférée pour X-Men: Days of Future Past.
- 2015 : MTV Movie Awards du meilleur moment musical pour Hunger Games : La révolte, 1re partie.
- People's Choice Awards 2015 :
  - Actrice de cinéma préférée pour X-Men: Days of Future Past.
  - Actrice de film d'action préférée pour X-Men: Days of Future Past .
- Teen Choice Awards 2015 : Meilleure actrice pour Hunger Games : La révolte, 1re partie.
- 2015 : Yoga Awards de la pire actrice étrangère pour American Bluff, pour Hunger Games : La révolte, 1re partie, pour Serena et pour X-Men: Days of Future Past.
- Golden Globes 2016 : Meilleure actrice pour Joy.
- Kids' Choice Awards 2016 : Actrice de film préférée pour Hunger Games : La révolte, 2e partie.
- 2016 : MTV Movie Awards de la meilleure héroïne pour Hunger Games : La révolte, 2e partie.
- Teen Choice Awards 2016 :
  - Meilleure actrice pour Hunger Games : La révolte, 2e partie.
  - Meilleur baiser partagée avec Josh Hutcherson pour Hunger Games : La révolte, 2e partie.
  - Meilleure actrice pour Joy.
- Elle Women in Hollywood Awards 2017 : Lauréate du Prix de la femme de l'année.
- 2017 : New Mexico Film Critics de la meilleure actrice pour Mother!.
- People's Choice Awards 2017 : Actrice de cinéma préférée pour X-Men: Apocalypse.
- 2019 : Alliance of Women Film Journalists Awards de l'actrice ayant le plus besoin d'un nouvel agent pour Red Sparrow.
- 2022 : Yoga Awards de la pire actrice étrangère pour Don't Look Up : Déni cosmique partagée avec Cate Blanchett et Meryl Streep.

### Nominations
- 2009 : Young Artist Awards de la meilleure interprétation pour une jeune actrice dans une série télévisée pour The Bill Engvall Show
- Chicago Film Critics Association Awards 2010 : Meilleure actrice pour Winter's Bone.
- Dallas-Fort Worth Film Critics Association Awards 2010 : Meilleure actrice pour Winter's Bone.
- 2010 : Gotham Independent Film Awards de la meilleure actrice pour Winter's Bone.
- Houston Film Critics Society Awards 2010 : Meilleure actrice pour Winter's Bone.
- Indiana Film Journalists Association Awards 2010 : Meilleure actrice pour Winter's Bone.
- 2010 : Indiewire Critics' Poll de la meilleure actrice principale pour Winter's Bone
- 2010 : International Online Film Critics' Poll de la meilleure actrice dans un rôle principal pour Winter's Bone
- Las Vegas Film Critics Society Awards 2010 :
  - Meilleure actrice pour Winter's Bone.
  - Meilleure jeune star pour Winter's Bone.
- Los Angeles Film Critics Association Awards 2010 : Meilleure actrice pour Winter's Bone
- Phoenix Film Critics Society Awards 2010 :
  - Meilleure actrice dans un rôle principal pour Winter's Bone.
  - Meilleur espoir devant la caméra pour Winter's Bone.
- San Diego Film Critics Society Awards 2010 : Meilleure distribution pour Winter's Bone partagée avec Sheryl Lee, Dale Dickey, Casey MacLaren, John Hawkes, Garret Dillahunt, Shelley Waggener, Kevin Breznahan et Tate Taylor.
- Satellite Awards 2010 : Meilleure actrice pour Winter's Bone.
- Southeastern Film Critics Association Awards 2010 : Meilleure actrice pour Winter's Bone.
- St. Louis Film Critics Association Awards 2010 : Meilleure actrice pour Winter's Bone.
- Utah Film Critics Association Awards 2010 : Meilleure actrice pour Winter's Bone.
- Alliance of Women Film Journalists Awards 2011 :
  - Meilleure actrice pour Winter's Bone.
  - Meilleure moment inoubliable  pour Winter's Bone.
- Central Ohio Film Critics Association Awards 2011 :
  - Meilleure actrice pour Winter's Bone .
  - Artiste la plus prometteuse pour Winter's Bone .
- Chlotrudis Awards 2011 : Meilleure actrice pour Winter's Bone.
- Critics' Choice Movie Awards 2011 :
  - Meilleur espoir pour Winter's Bone.
  - Meilleure actrice pour Winter's Bone.
- Denver Film Critics Society Awards 2011 : Meilleure actrice pour Winter's Bone.
- Empire Awards 2011 : Meilleur espoir pour Winter's Bone.
- Independent Spirit Awards 2011 : Meilleure actrice principale pour Winter's Bone.
- Golden Globes 2011 : Meilleure actrice pour Winter's Bone.
- 2011 : Gold Derby Awards de la meilleure actrice principale pour Winter's Bone.
- 2011 : Iowa Film Critics Awards de la meilleure actrice pour Winter's Bone.
- 2011 : Irish Film and Television Awards de la meilleure actrice internationale pour Winter's Bone.
- 2011 : Italian Online Movie Awards de la meilleure actrice pour Winter's Bone.
- 2011 : London Critics Circle Film Awards de l’actrice de l’année pour Winter's Bone.
- North Texas Film Critics Association Awards 2011 : Gold Derby Awards de la meilleure actrice principale pour Winter's Bone.
- Online Film & Television Association Awards 2011 :
  - Meilleure actrice pour Winter's Bone.
  - Meilleure révélation féminine pour Winter's Bone.
- 2011 : Online Film Critics Society Awards de la meilleure actrice pour Winter's Bone.
- Oscars 2011 : Meilleure actrice pour Winter's Bone.
- 2011 : Prism Award de la meilleure actrice pour Winter's Bone.
- 2011 : Scream Awards de la meilleure actrice pour X-Men : Le Commencement.
- Screen Actors Guild Awards 2011 : Meilleure actrice dans un premier rôle pour Winter's Bone.
- Teen Choice Awards 2011 :
  - Meilleure actrice pour X-Men : Le Commencement.
  - Meilleure alchimie pour X-Men : Le Commencement partagée avec Caleb Landry Jones, Nicholas Hoult, Edi Gathegi, Zoë Kravitz et Lucas Till.
- 2011 : Young Artist Awards de la meilleure performance pour une jeune actrice principale pour Winter's Bone.
- 2012 : Awards Circuit Community Awards de la meilleure distribution pour Happiness Therapy
- Chicago Film Critics Association Awards 2012 : Meilleure actrice pour Happiness Therapy.
- 2012 : CinEuphoria Awards (es) de la meilleure actrice dans un second rôle pour Le Complexe du castor .
- Dallas-Fort Worth Film Critics Association Awards 2012 : Meilleure actrice pour Happiness Therapy.
- 2012 : Dublin Film Critics Circle Awards de la meilleure actrice pour Happiness Therapy .
- Gotham Independent Film Awards 2012 : Meilleure distribution pour Happiness Therapy
- Indiana Film Journalists Association Awards 2012 : Meilleure actrice pour Happiness Therapy.
- 2012 : Indiewire Critics' Poll de la meilleure actrice principale pour Happiness Therapy.
- MTV Movie Awards 2012 :
  - Meilleure héroïne pour Hunger Games.
  - Meilleur baiser pour Hunger Games partagée avec Josh Hutcherson.
- New York Film Critics Circle Awards 2012 : Meilleure actrice pour Happiness Therapy et pour Hunger Games
- 2012 : Online Film Critics Society Awards de la meilleure actrice pour Happiness Therapy.
- People's Choice Awards 2012 : Super-héros de cinéma préféré pour X-Men : Le Commencement.
- Phoenix Film Critics Society Awards 2012 :
  - Meilleure actrice pour Happiness Therapy.
  - Meilleure distribution pour Happiness Therapy
- San Diego Film Critics Society Awards 2012 : Meilleure actrice pour Happiness Therapy.
- St. Louis Film Critics Association Awards 2012 : Meilleure actrice pour Happiness Therapy.
- Teen Choice Awards 2012 :
  - Meilleur combat pour Hunger Games partagée avec Josh Hutcherson et Alexander Ludwig.
  - Meilleure alchimie pour Hunger Games partagée avec Amandla Stenberg.
- 2012 : Village Voice Film Poll de la meilleure actrice pour Happiness Therapy.
- Washington DC Area Film Critics Association Awards 2012 : Meilleure actrice pour Happiness Therapy.
- 2013 : Awards Circuit Community Awards de la meilleure actrice dans un second rôle pour American Bluff .
- 2013 : Bravo Otto de la meilleure actrice pour American Bluff.
- British Academy Film Awards 2013 : Meilleure actrice pour Happiness Therapy.
- Central Ohio Film Critics Association Awards 2013 :
  - Actrice de l’année pour Happiness Therapy, pour La Maison au bout de la rue  et pour Hunger Games.
  - Meilleure distribution pour Happiness Therapy
- Chicago Film Critics Association Awards 2013 : Meilleure actrice dans un second rôle pour American Bluff.
- Critics' Choice Movie Awards 2013 : Meilleure actrice pour Happiness Therapy.
- Dallas-Fort Worth Film Critics Association Awards 2013 : Meilleure actrice dans un second rôle pour American Bluff.
- Detroit Film Critics Society Awards 2013 : Meilleure actrice dans un second rôle pour American Bluff.
- EDA Awards 2013:
  - Meilleure actrice pour Happiness Therapy.
  - Meilleur accomplissement par une femme dans l'industrie du cinéma pour Happiness Therapy et pour Hunger Games.
  - Plus grande différence d'âge entre le personnage principal et sa promise partagée avec Bradley Cooper pour Happiness Therapy
- EDA Awards 2013:
  - Meilleure distribution pour American Bluff
  - Meilleure actrice dans un second rôle pour American Bluff.
  - Icône féminine de l'année pour American Bluff et pour Hunger Games.
- Florida Film Critics Circle Awards 2013 : Meilleure actrice dans un second rôle pour American Bluff.
- 2013 : Gay and Lesbian Entertainment Critics Association Awards de la meilleure performance féminine de l’année pour Happiness Therapy.
- Houston Film Critics Society Awards 2013 : Meilleure actrice dans un second rôle pour American Bluff.
- 2013 : IGN Summer Movie Awards de la meilleure actrice de film pour American Bluff.
- 2013 : Indiewire Critics' Poll de la meilleure actrice dans un second rôle pour American Bluff.
- 2013 : Indiewire Critics' Poll de la meilleure distribution pour Happiness Therapy
- Iowa Film Critics Association Awards 2013 : Meilleure actrice pour Happiness Therapy.
- Irish Film and Television Awards 2013 : Meilleure actrice international pour Happiness Therapy.
- 2013 : Italian Online Movie Awards de la meilleure actrice pour Happiness Therapy.
- Kids' Choice Awards 2013 :
  - Actrice de film préférée pour Hunger Games.
  - Actrice botteuse de derrière préférée pour Hunger Games.
- London Film Critics Circle Awards 2013 : Actrice de l'année pour Happiness Therapy.
- MTV Movie Awards 2013 :
  - Meilleur moment musical pour Happiness Therapy partagée avec Bradley Cooper.
  - Meilleur duo à l'écran pour Happiness Therapy partagée avec Bradley Cooper.
  - Meilleure performance qui fout la trouille  pour La Maison au bout de la rue.
- National Society of Film Critics Awards 2013 : Meilleure actrice dans un second rôle pour American Bluff.
- Online Film Critics Society Awards 2013 : Meilleure actrice dans un second rôle pour American Bluff.
- Phoenix Film Critics Society Awards 2013 : Meilleure actrice dans un second rôle pour American Bluff.
- 2013 : Rembrandt Awards de la meilleure actrice pour Hunger Games.
- San Diego Film Critics Society Awards 2013 : Meilleure actrice dans un second rôle pour American Bluff.
- Screen Actors Guild Awards 2013 : Meilleure distribution pour Happiness Therapy
- 2013 : SFX Awards de la meilleure actrice pour Hunger Games : L'Embrasement.
- Southeastern Film Critics Association Awards 2013 : Meilleure actrice dans un second rôle pour American Bluff.
- St. Louis Film Critics Association Awards 2013 : Meilleure actrice pour Happiness Therapy.
- Utah Film Critics Association Awards 2013 : Meilleure actrice dans un second rôle pour American Bluff.
- Vancouver Film Critics Circle Awards 2013 : meilleure actrice pour Happiness Therapy.
- 2013 : Village Voice Film Poll de la meilleure actrice dans un second rôle pour American Bluff.
- Washington D.C. Area Film Critics Association Awards 2013 :
  - Meilleure actrice dans un second rôle pour American Bluff]'.
  - Meilleure distribution pour American Bluff
- Central Ohio Film Critics Association Awards 2014 : Actrice de l’année pour American Bluff et pour Hunger Games : L'Embrasement.
- 2014 : CinEuphoria Awards (es) du meilleur duo pour Happiness Therapy partagée avec Bradley Cooper.
- Critics' Choice Movie Awards 2014 :
  - Meilleure actrice dans un second rôle pour American Bluff.
  - Meilleure actrice pour Hunger Games : L'Embrasement.
- 2014 : Dublin Film Critics Circle Awards de la meilleure actrice pour Happiness Therapy.
- Empire Awards 2014 :
  - Meilleure actrice dans un second rôle pour American Bluff.
  - Meilleure actrice pour Hunger Games : L'Embrasement.
- Georgia Film Critics Association Awards 2014 : Meilleure actrice dans un second rôle pour American Bluff.
- 2014 : Gold Derby Awards de la meilleure actrice dans un second rôle pour American Bluff.
- 2014 : International Online Cinema Awards de la meilleure actrice dans un second rôle pour American Bluff.
- 2014 : International Cinephile Society Awards de la meilleure distribution pour American Bluff
- Iowa Film Critics Association Awards 2014 : Meilleure actrice dans un second rôle pour American Bluff.
- 2014 : Italian Online Movie Awards de la meilleure actrice dans un second rôle pour American Bluff.
- 2014 : Jupiter Award de la meilleure actrice internationale pour Happiness Therapy.
- London Film Critics Circle Awards 2014 : Actrice de l'année dans un second rôle pour American Bluff.
- MTV Movie Awards 2014 :
  - Meilleur baiser pour American Bluff (partagée avec Amy Adams.
  - Meilleur moment musical pour American Bluff.
  - Personnage préférée pour Hunger Games : L'Embrasement .
  - Meilleur combat pour Hunger Games : L'Embrasement partagé avec Josh Hutcherson et Sam Claflin.
- 2014 : Online Film & Television Association Awards de la meilleure actrice dans un second rôle pour American Bluff.
- Oscars 2014 : Meilleure actrice dans un second rôle pour American Bluff.
- Russian National Movie Awards 2014 :
  - Meilleure héroïne étrangère de l’année pour Hunger Games : L'Embrasement.
  - Meilleure duo étranger de l’année pour Hunger Games : L'Embrasement partagée avec Josh Hutcherson.
  - Meilleure actrice étrangère de la décade.
- Satellite Awards 2014 : Meilleure actrice dans un second rôle pour American Bluff.
- Saturn Awards 2014 : Meilleure actrice  pour Hunger Games : L'Embrasement
- Screen Actors Guild Awards 2014 : Meilleure actrice dans un second rôle pour American Bluff.
- 2014 : Seattle Film Critics Awards de la meilleure actrice dans un second rôle pour American Bluff.
- Teen Choice Awards 2014 :
  - Meilleure actrice pour American Bluff.
  - Meilleur baiser partagée avec Josh Hutcherson pour Hunger Games : L'Embrasement.
- Young Hollywood Awards 2014 :
  - Lauréate du Prix de l'actrice favorite des fans.
  - Meilleur trio partagé avec Josh Hutcherson et Liam Hemsworth pour Hunger Games : L'Embrasement.
- 2015 : Alliance of Women Film Journalists Awards de la meilleure actrice pour The Hunger Games: Mockingjay – Part 1 .
- 2015 : Bravo Otto de la meilleure actrice pour Joy.
- Critics' Choice Movie Awards 2015 : Meilleure actrice pour The Hunger Games: Mockingjay – Part 1
- Detroit Film Critics Society Awards 2015 : Meilleure actrice pour Joy.
- 2015 : Jupiter Award de la meilleure actrice internationale pour X-Men: Days of Future Past.
- MTV Movie Awards 2015 :
  - Meilleure performance féminine pour The Hunger Games: Mockingjay – Part 1.
  - Meilleure héroïne pour The Hunger Games: Mockingjay – Part 1.
- 2015 : Phoenix Critics Circle Awards de la meilleure actrice pour Joy.
- 2015 : Phoenix Film Critics Society Awards de la meilleure actrice dans un rôle principal pour Joy.
- 2015 : Russian National Movie Awards de la meilleure actrice étrangère de l’année.
- Saturn Awards 2015 : Meilleure actrice pour The Hunger Games: Mockingjay – Part 1.
- Teen Choice Awards 2015 : Meilleur baiser partagée avec Liam Hemsworth pour The Hunger Games: Mockingjay – Part 1.
- Alliance of Women Film Journalists Awards 2016 :
  - Meilleure actrice pour Hunger Games : La Révolte, partie 2.
  - Icône féminine de l'année (Pour briser le silence sur les pratiques discriminatoires et l'inégalité de rémunération des actrices.).
- Critics' Choice Movie Awards 2016 :
  - Meilleure actrice pour Joy.
  - Meilleure actrice dans un film d'action pour Hunger Games : La Révolte, partie 2.
  - Meilleure actrice dans une comédie pour Joy.
- Empire Awards 2016 : Meilleure actrice pour Hunger Games : La Révolte, partie 2
- MTV Movie Awards 2016 :
  - Meilleure performance féminine pour Joy.
  - Meilleure performance féminine pour Hunger Games : La Révolte, partie 2.
- Oscars 2016 : Meilleure actrice pour Joy.
- Teen Choice Awards 2016 : Meilleur baiser partagée avec Josh Hutcherson pour Hunger Games : La Révolte, partie 2
- 2017 : Fright Meter Awards de la meilleure actrice pour Mother!.
- Kids' Choice Awards 2017 :
  - Meilleure équipe pour X-Men: Apocalypse partagée avec James McAvoy, Michael Fassbender, Nicholas Hoult, Evan Peters, Tye Sheridan, Kodi Smit-McPhee, Ben Hardy, Sophie Turner, Alexandra Shipp et Olivia Munn.
  - Botteuse de derrière préférée pour X-Men: Apocalypse.
- 2017 : North Texas Film Critics Association Awards de la meilleure actrice pour Mother!
- People's Choice Awards 2017 : Actrice d'action préférée pour X-Men: Apocalypse.
- Saturn Awards 2017 : Meilleure actrice pour Passengers
- Alliance of Women Film Journalists Awards 2018 :
  - Actrice ayant le plus besoin d'un nouvel agent pour Mother!.
  - Plus grande différence d'âge entre le personnage principal et sa promise partagée avec Javier Bardem pour Mother!.
- 2018 : National Film and Television Awards de la meilleure actrice pour Red Sparrow
- People's Choice Awards 2018 : Star de film dramatique de l'année pour Red Sparrow.
- Razzie Awards 2018 : Pire actrice pour Mother!.
- 2019 : Alliance of Women Film Journalists Awards de la plus grande différence d'âge entre le personnage principal et sa bien aimée pour Red Sparrow partagée avec Joel Edgerton.
- Gold Derby Awards 2020 : 
  - Meilleure actrice de la décade pour American Bluff.
  - Meilleure distribution de la décade pour American Bluff
- 2022 : Critics' Choice Super Awards de la meilleure actrice pour Don't Look Up : Déni cosmique.
- 2022 : Gold Derby Awards de la meilleure distribution pour Don't Look Up : Déni cosmique partagée avec Cate Blanchett, Timothée Chalamet, Leonardo DiCaprio, Ariana Grande, Jonah Hill, Melanie Lynskey, Kid Cudi, Rob Morgan, Himesh Patel, Ron Perlman, Tyler Perry, Mark Rylance et Meryl Streep.
- Golden Globes 2022 : Meilleure actrice pour Don't Look Up : Déni cosmique.
- Screen Actors Guild Awards 2022 : Meilleure distribution pour Don't Look Up : Déni cosmique
- Golden Globes 2024 : Meilleure actrice dans un film musical ou comédie pour Le Challenge

### Autres
En dehors du monde du cinéma, l'astéroïde (384584) Jenniferlawrence est nommé en son honneur.